# Лук'яненко Сергій Васильович
Сергі́й Васи́льович Лук'я́ненко (рос. Сергей Васильевич Лукьяненко, нар. 11 квітня 1968, Каратау, Казахська РСР) — російський письменник-фантаст. Називає свій жанр «фантастикою жорсткої дії» або «фантастикою Шляху».

## Біографія
Народився в місті Каратау. Закінчив Алма-Атинський державний медичний інститут за фахом «Лікувальна справа», а потім пройшов інтернатуру за спеціальністю «Психіатрія».

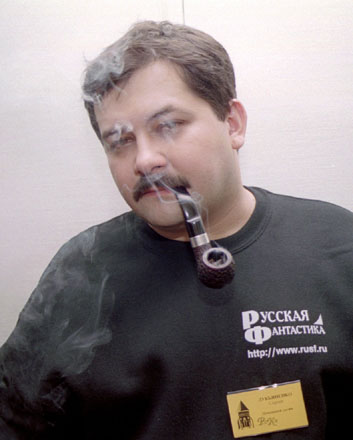

Літературну діяльність почав приблизно в 1986 (частина ранніх робіт так і не була опублікована). Перше фантастичне оповідання «Порушення» (рос. Нарушение) було опубліковане в журналі «Зоря» (Алма-Ата, 1987). Потім, 1988 року, оповідання «За лісом, де підлий ворог» (рос. За лесом, где подлый враг) видається в журналі «Уральський слідопит», завдяки чому згодом публікується в Індії (у дитячому журналі «Junior Quest», Індія/АПН, номер 10), а потім — у США, а сам автор дістає можливість відправитися на семінар письменників-фантастів «Дубулти-89», фестивалі «Аеліта-89» і «Новокон-89», де знайомиться зі своїм майбутнім співавтором Володимиром Васильєвим і багатьма іншими письменниками-фантастами. 1989 року в № 10 журналу «Винахідник і раціоналізатор» опубліковане оповідання «Вибір».
Цього ж року він починає роботу над своїм першим романом «Лицарі Сорока Островів» (рос. Рыцари Сорока Островов). Попередній роман «Пригоди Стора» (рос. Приключения Стора) (на відміну від однойменного циклу пародій) так і залишається неопублікованим. Повністю роман закінчений у 1990 році. До цього моменту автор є володарем більше десятка публікацій оповідань у журналах і збірках, а також двох повістей, «Тринадцяте місто» (рос. Тринадцатый город) і «Пристань жовтих кораблів» (рос. Пристань жёлтых кораблей), опублікованих у видавництвах «Молода гвардія» і «Уральський слідопит». Ці повісті були перевидані лише 2006 року у видавництві «АСТ» в збірці «Пристань жовтих кораблів».
У лютому 1990 року знайомиться зі своєю майбутньою дружиною Сонею, і вже у вересні того ж року вони одружуються.
У період з 1990 по 1992 пише три нові романи в циклі «Лорд з планети Земля»: «Принцеса варта смерті» (рос. Принцесса стоит смерти), «Планета, якої немає» (рос. Планета, которой нет) і «Скляне море» (рос. Стеклянное море), а також приступає до повісті «Хлопчик і тьма». У цей же період він пише повість «Атомний сон», розповіді «Л — означає люди», «Дорога на Веллесберг» і «Мій тато — антибіотик» (рос. Мой папа — антибиотик). Автор часто відвідує конвенти, стає учасником семінарів «Ялта-90», «Ялта-91», «Аеліта-92», «Аеліта-93», «Тирасполь-93», «Сибкон-93» і «Інтерпресскон-93».
У 1992 купує друкарську машинку «Brother» і протягом тижня пише три оповідання: «Фуга в мундирі», «Слуга» і «Поїзд в теплий край». Через рік вони публікуються в журналі «ФАНТАКРІМ-МЕГА-СЕРІЯ», а згодом перші два отримують престижні авторські премії «Інтерпресскон» (1995, 1996).
Наприкінці 1992 року в петербурзькому видавництві «Terra Fantastic» виходить роман «Лицарі Сорока Островів» та перша авторська збірка, що включає повісті «Атомний сон» (авт. 1990) і «Восьмий колір веселки» (рос. Восьмой цвет радуги) (авт. 1989). 1993 року на семінарі «Інтерпресскон-93» знайомиться з письменником-фантастом Юлієм Буркіним і дарує йому перше видання свого роману.
У квітні 1993 року отримує свою першу авторську премію «Старт» за найкращу дебютну збірку «Атомний сон». Після закінчення інституту в 1992, протягом одного року на ординатурі працює лікарем-психіатром, після чого стає заступником головного редактора журналу фантастики «Світи» (рос. Миры) при газеті «Казахстанська правда», де зокрема публікує свої оповідання «Майже весна» і «Фугу в мундирі». Також веде відділ фантастики журналу «Зоря» і працює в редакції газети «Мальвіна».
Весною 1993 року Юлій Буркін приїжджає до Алма-Ати й влаштовується працювати в газету «Казахстанська правда». Зустрівшись з Сергієм, він пропонує йому написати в співавторстві повість. Сергій погоджується, і вже через місяць готова повість отримує назву «Сьогодні, мамо!». Це допомагає Сергію вийти з письменницької кризи й закінчити повість «Хлопчик і тьма», тому він пропонує в співавторстві написати ще одну повість. Юлій погоджується, і повість «Острів Русь» також виявляється готова трохи менш ніж за місяць. Проте до того часу Юлій вимушений виїхати до Томська, і тому третю повість «Цар, царевич, король, королевич» (рос. Царь, царевич, король, королевич), автори вимушені писати окремо. Проте до 1994 року трилогія виявляється закінчена, і частина роману публікується в газеті «Вечірній Новосибірськ» і отримує заохочувальну премію на фестивалі «Біла Пляма-94».
1994 року виходить друга авторська збірка, що містить весь цикл «Лорд з планети Земля» і ряд оповідань. Наприкінці 1994 року автор купує комп'ютер і після нетривалої письменницької кризи, пов'язаної із захопленням комп'ютерними іграми, пише роман, узявши за основу назви рас і планет гри «Master of Orion». Перша частина дилогії «Лінія марень» (рос. Линия грёз) виявляється закінчена до квітня, а друга «Імператори ілюзій» — до вересня 1995 року.
До того моменту він встигає побувати на незліченній кількості конвентів, таких як «Інтерпресскон-94», «Інтерпресскон-95», «Біла Пляма-94», «Фанкон-95» і «Сибкон-95». У березні 1995 року на фестивалі фантастики в Красноярську він отримує жанрову премію «Мандрівника» «Меч Румати» за роман «Лицарі Сорока Островів». У травні ж він отримує премію «Інтерпресскон-95» за оповідання «Фугу в мундирі». З червня 1995 року автор дістає можливість спілкуватися в комп'ютерній мережі Фідонет, де і публікує, зокрема ряд творів, які згодом видаються в збірках, такі як «Східна балада про доблесного мента» (рос. Восточная баллада о доблестном менте) і «Дюралеве небо».
Відразу ж після закінчення роботи над дилогією, в жовтні 1995 року, він починає роботу над романом «Осінні візити». Одночасно з цим, він пише повість «Тиждень невдач», для майбутньої збірки за мотивами творів Стругацьких.
До березня 1996, закінчивши роботу над романом відповідно до договору видавництва «Локид», він починає писати два нові романи, «Зірки — холодні іграшки» (рос. Звёзды — холодные игрушки), а потім і «Лабіринт віддзеркалень» (рос. Лабиринт отражений). До того часу, незважаючи на затримку, виходять романи «Лінія марень» і «Імператори ілюзій», трилогія «Лорд з планети Земля», а також збірка ранньої фантастики «Відкладена відплата». Після цього, виходить збірка «Час учнів», в який увійшла під назвою «Тимчасова метушня» повість «Тиждень невдач».
До осені 1996 років, автор закінчує роботу над «Лабіринтом віддзеркалень» і назавжди покидає Алма-Ату, переїхавши на постійне проживання до Москви. Основним аргументом стає близькість до видавництв і дуже великі грошові витрати на численні поїздки до Росії. До кінця того року він закінчує роботу над романом «Зірки — холодні іграшки», і відразу після переїзду до Москви, спільно з Ніком Перумовим, починає роботу над задуманим ще в час спілкування у Фідо, романом під початковою назвою «Миті дня, миті ночі» (рос. Мгновенья дня, мгновенья ночи).
1997 року укладає контракт з видавництвами АСТ і Terra Fantastica на публікацію двох своїх нових книг у книжковій серії «Зоряний Лабіринт». У червні в цій серії виходить «Лабіринт віддзеркалень», а в липні — «Зірки — холодні іграшки». Тим часом, у видавництві «Ексмо» виходить спільний роман співавторів, що отримав назву «Не час для драконів» (рос. Не время для драконов). У серпні 1997 року він починає роботу над новим романом «Холодні береги», повністю закінчивши його до листопада того ж року.
Вважає свою творчість частково постмодерністичною.
У січні 2010 року журнал «Експерт» склав рейтинг десяти найкращих російських письменників, у якому Лук'яненко розділив із Олександром Кабаковим і Борисом Акуніним 5-7 місця. Журнал виставив письменникам оцінки за сімома параметрами: «Премії», «Визнання експертів», «Тиражі», «Наявність фанатів», «Публічність», «Наявність екранізацій», «Репутація», і в сумі Лук'яненко, як і Кабаков та Акунін, набрав 26 балів, причому за премії Сергій Васильович отримав один бал: журнал помилково порахував, що в активі Лук'яненка немає жодної премії. У підсумку Лук'яненко відстав на 5 балів від переможця — Віктора Пєлєвіна — і на 3 бали — від Людмили Улицької, що посіла друге місце.
З січня 2010 року веде авторську колонку в інтернет-газеті «Погляд» (рос. Взгляд).

## Особисті погляди

### Позиція щодо України
Лук'яненко є прибічником Путіна, а Ігор Яковенко тлумачить певні вислови з його блогу («Давно осоружно говорити про українську територію — ніби кокони тарганів або лайно, що розтеклося у спеку, описувати. Не треба більше розмов. Давити треба гадину. Якими способами і методами — не мені вирішувати. Але давити її треба начисто, безжалісно, без емоцій і зволікань. Висмикуючи вождів із усіх дір, куди вони заб'ються — за зразком «моссаду». Проводячи населенню довгу та важку денацифікацію за прикладом німецької. Не жалійте їх більше, мій президенте. Не варті вони того… А говорити про Укроганду, країну поросяти Хунтика і його веселих друзів — осоружно») як публічні заклики до масового вбивства українців. У травні 2017 році потрапив до бази даних центру «Миротворець» як особа, що становить загрозу національній безпеці України. Вирізняється лютою українофобією. Заперечує існування української мови, називаючи її діалектом російської. Заперечує право існування України як окремої держави, зазначивши, що «Київ та вся Україна — це частина єдиної великої Росії».
Категорично засудив Помаранчеву революцію 2004 року та Євромайдан 2013—2014 років. Активістів Євромайдану назвав ґвалтівниками, брехунами, зрадниками, «майданною шваллю», «ненависниками Росії та росіян».. Заявив, що після Євромайдану відбудеться масова дерусифікація, що, на його думку, тотожно насильницькій зміні статі чи сексуальної орієнтації. Після Євромайдану, заявив що забороняє переклад своїх творів українською, хоча раніше у 2005 році в інтерв'ю українській газеті «Дзеркало тижня» заявляв що повністю підтримує переклад своїх творів українською і навіть заявив, що у нього вже є пропозиція від українського видавництва видати його книги в перекладі українською мовою. Після Євромайдану Лук'яненко також заявляв, що докладе всіх зусиль, аби завадити публікації творів письменників, які підтримували Євромайдан:
| Славте бійців Майдану і носіть їм пиріжки, недоумки. Але якщо хоч одна з письменницьких «персон», що славили Майдан і майданутих, яка пише при цьому російською і друкується в Росії, захоче з'явитися на російських конвентах — я буду проти. Захоче опублікуватися в Росії — прикладу всі сили, аби завадити цьому. Будьте послідовними, падлюки! Віднині я в Україну не їзджу, в українських конвентах не приймаю участь, переклади своїх книг на українську мову забороняю. Раджу й вам притримуватися того ж правила.Оригінальний текст (рос.) Славьте бойцов майдана и носите им пирожки, недоумки. Но если хоть одна из писательских «персон», славивших майдан и майданутых, пишущих при том на русском и печатающихся в России, захочет появиться на российских конвентах — я буду против. Захочет публиковаться в России — приложу все силы, дабы помешать. Будьте последовательны, мерзавцы! Я отныне в Украину не езжу, в украинских конвентах не участвую, переводить свои книги на украинский запрещаю. Рекомендую и вам придерживаться того же правила.[11][25] |
У 2014 підтримав анексію Криму Росією.
Через кілька днів після початку повномасштабного російського вторгнення в Україну 2022 року підтримав його.
«Але давайте скажемо чесно, нинішня військова операція в Україні — не початок війни, це її завершення. Війну розпочали, розірвавши нашу єдину країну на частини. Війну розпочали, вигодовуючи нацизм, нацьковуючи українців на Росію, виховуючи ненависть до російської мови та російського народу.»

### Позиція щодо Грузії
Сергій Лук'яненко вів дуже популярний блог у LiveJournal: спочатку під нікнеймом dr_livsy, а з липня 2008 під нікнеймом dr_piliulkin.
29 вересня 2006 він написав про Грузію і Саакашвілі і про те, як мала би діяти Росія по відношенню до них:

| Ось якраз щоб відламувати — треба бомбувати. Не житлові квартали, звісно. Військові об'єкти. Казарми. Мости. Заводи. Дороги. Електростанції. ЛЕП. Знищити всю інфраструкутуру. Вбомбувати Грузію в кам'яну добу. Бомбувати, доки громадяни самі не видадуть Росії СукушвіліОригінальний текст (рос.) Вот как раз чтобы отламывать — надо бомбить. Не жилые кварталы, разумеется. Военные объекты. Казармы. Мосты. Заводы. Дороги. Электростанции. ЛЭП. Уничтожить всю инфраструктуру. Вбомбить Грузию в каменный век. Бомбить, пока граждане сами не выдадут России Сукушвили.[28] |

### Реакція українських фантастів на висловлювання Лук'яненка
Один з організаторів фантастичного фестивалю «Зоряний міст» Олександр Золотько у 2006-му році оголосив заклик «Выпилим Лукьяненко из Харькова» (укр. «Випиляємо Лук'яненка з Харкова») у вигляді однойменної їдко-сатиричної епіграми на Лук'яненка:
С фамилией хохлятской, с простой казахской рожей,
С претензией на тяжкий крест мессии,
Творит в Москве романы Лукьяненко Серёжа,
Великое дозорище России,
метою якої було заборонити російському фантасту відвідувати фестиваль.
Інший російськомовний письменник-фантаст Андрій Валентинов у своєму зверненні до колишніх колег з РФ висловився у 2014-му році ще більш жорстко:
«К Сереже Лукьяненко обращаться не имеет смысла. Ныне это просто неодушевленный кусок гавна.» (укр. «До Сергійка Лук'яненка звертатися сенсу немає. Наразі — це просто неодухотворений шматок лайна»).

## Нагороди і премії
Лауреат премій «Аеліта» (1999), «Зоряний міст» (1999, 2000, 2001, 2002, 2003, 2004, 2009), Платиновий Тарлан (2005), премії імені Олександра Гріна (2010). Багаторазовий лауреат премії «Мандрівник» рос. Странник у різних номінаціях. «EuroCon» (2003). «Corine» (2007).

## Родина
Одружений, має трьох дітей. Дружина Софія Анатоліївна Лук'яненко — народилася в Алмати, закінчила психологічний факультет Казахського державного університету за фахом «дитячий психолог, викладач психології», працювала за спеціальністю понад 10 років, до грудня 2003 року. Викладала психологію в Казахському університеті, потім у Російському державному гуманітарному університеті на факультеті психології імені Виготського. Захистила кандидатську дисертацію.
Діти: Артемій (24.02.2004), Данило (23.11.2007), Надія (29.11.2012).

## Екранізація творів
2004 року за мотивами роману «Нічна варта» (рос. Ночной дозор) був знятий фільм.
2006-го вийшло продовження фільму «Нічна варта» — «Денна варта» (рос. Дневной дозор).
16 березня 2006 року почався прокат картини «Азиріс Нуна», знятого режисером Олегом Компасовим за книгою «Сьогодні, мамо!».
Однією з кіностудій були придбані також права на фільм «Глибина» (робоча назва) за мотивами роману «Лабіринт відображень». Режисером мав стати Михаїл Хлібородов, але зйомки так і не почались.
У 2007-му в Україні планувалися зйомки фільму за романом «Лицарі сорока островів». Сценаристами виступали Марина та Сергій Дяченки. Проєкт закрили.
2010-го планували випустити мультфільм за романом «Хлопчик і тьма», який так і не вийшов.
В інтерв'ю газеті «Погляд» від 6 квітня 2010 року Лук'яненко заявив, що разом з Мариною та Сергієм Дяченко працює над сценарієм багатосерійного фільму за романом «Кредо», додавши, що сам запросив їх взяти участь у проекті. Крім того, Лук'яненко сказав, що в Росії буде знятий ще один фільм за його книгами про «Варти». Чи буде це екранізація Сутінкової варти або якоїсь іншої книги, письменник не уточнив. У зв'язку з роботою над цим проектом Лук'яненко також планує написати ще одну книгу із серії «Варти».
Раніше «XX століття Фокс» і Перший канал підписали договір про спільне знімання фільму за романом «Сутінкова варта» (рос. Сумеречный дозор), повідомлялося навіть, що Костянтин Хабенський приступив до знімання у цьому фільмі,однак цей проект так і не був реалізований. Лук'яненко вважає, що в Голівуді цей договір підписали лише для того, щоб фільм не був знятий у Росії, тому що американські кіностудії, що бачили, яким успіхом користувалися фільми «Нічна варта» і «Денна варта» на міжнародному ринку, прагнули усунути конкурента Бекмамбетов наприкінці 2009 року заявив, що «Сутінкова варта» знята не буде.

## Літературні твори

### Пенталогія
- рос. Ночной Дозор
  - рос. Ночной дозор (1998) — II місце на фестивалі «Зоряній міст» (1999) в номінації «За найкращий роман»
  - рос. Дневной дозор (у співавторстві з Володимиром Васильєвим, 2000) — I місце на фестивалі «Зоряний міст» (2000) в номінації «За краший цикл, серіал і роман з продовженням».
  - рос. Сумеречный дозор (2004) — I місце на фестивалі «Зоряний міст» (2004) в номінації «За краший цикл, серіал і роман з продовженням».
  - рос. Последний дозор (2005)
  - рос. Новый дозор (2011)[37]

Плюс:
- рос. Мелкий дозор (2007) (Опублікований у збірці «рос. Мифы Мегаполиса» (Видавництво АСТ, 2007 рік))

### Трилогії
- рос. Лабиринт отражений
  - рос. Лабиринт отражений (1997)
  - рос. Фальшивые зеркала (1999) — II місце на фестивалі «Зоряний міст» (1999) в номінації «За краший цикл, серіал і роман з продовженням»; премія «Інтерпресскон» (2000).
  - рос. Прозрачные витражи (1999)
- рос. Линия грёз
  - рос. Линия грёз (1995)
  - рос. Императоры иллюзий (1995)
  - рос. Тени снов (розповідь-приквел, 1998)
- рос. Лорд с планеты Земля
  - рос. Принцесса стоит смерти (1992)
  - рос. Планета, которой нет (1993)
  - рос. Стеклянное море (1994)
- рос. Остров Русь — (у співавторстві з Юлієм Буркіним)
  - рос. Сегодня, мама! (1993)
  - рос. Остров Русь (1994)
  - (1994)
- рос. Геном
  - рос. Геном (1999)
  - рос. Танцы на снегу (2001) — III місце на фестивалі «Зоряний міст» (2001) у номінації «За найкращий роман», премія Corine[de] в номінації «Найкраща дитяча й юнацька книга» (Мюнхен, 2007)
  - рос. Калеки (2004)

### Дилогії
- рос. Звёзды — холодные игрушки
  - рос. Звёзды — холодные игрушки (1997)
  - рос. Звёздная тень (1998)
- рос. Искатели неба — Премія рос. «Русская фантастика» (2001)
  - рос. Холодные берега (1998)
  - рос. Близится утро (2000) — II місце на фестивалі «Зоряний міст» (2001) в номінації «За краший цикл, серіал і роман з продовженням».
- рос. Рыцари Сорока Островов
  - рос. Рыцари Сорока Островов (1992)
  - рос. Войны Сорока Островов (1993 — не закінчена)
- рос. Работа над ошибками
  - рос. Черновик (2005)
  - рос. Чистовик (2007)

### Романи
- рос. Мальчик и тьма, також відомий як рос. Дверь во тьму (1997)
- рос. Не время для драконов (в співавторстві з Ніком Перумовим, 1997)
- рос. Осенние визиты[ru] (1997)
- рос. Спектр (2002) — I місце на фестивалі «Зоряний міст» (2003) в номінації «За найкращий роман»; премія «Бронзовий Равлик» (2003); премия «Інтерпресскон» (2003); премія Курда Лассвіца як найкращий зарубіжний роман (2008).
- рос. Конкуренты (2008)
- рос. Недотёпа (виданий в кінці травня 2009)
- рос. Непоседа (виданий в грудні 2010)

### Повісті
- рос. Атомный сон (1992)
- рос. Восьмой цвет радуги (1992)
- рос. Временная суета («Время Учеников», 1996)
- рос. Ласковые мечты полуночи (розповідь з антології рос. «Время Учеников», 1997)
- рос. Пристань жёлтых кораблей (1990)
- рос. Тринадцатый город (1990)

## Настільні ігри
- «Нічна варта. Своя доля.» — настільна карткова гра за мотивами першої частини книги Сергія Лук'яненко «Нічна варта». Автор гри: Олексій Калінін
- «Діптаун» — настільна карткова гра за мотивами циклу «Лабіринт віддзеркалень» Автор гри: Олексій Калінін
- «Денна варта: Битва Іних» — настільна карткова гра за книгою «Денна варта» Автор гри: Олексій Калінін

## Комп'ютерні ігри
- рос. Ночной дозор
- рос. Дневной дозор
- рос. Не время для драконов
- рос. Дозоры. Запрещённая игра
- рос. Звёзды: Холодные игрушки

## Вигадані світи і істоти
- Всесвіт «Варт»
- Глибина
- Роддери
- Всесвіт сівачів
- Всесвіт «Чорновика»
- Світ спадкового со-герцога Трікса Сольє, схожий на європейське Середньовіччя і Азію збірного зразка (потроху від Казахстану, Узбекистану й Китаю), однак із діючою в ньому магією та потойбічними силами (мінотаври, некроманти, зомбі, джинни, дракони і т. д.).